# Tipula (Microtipula) lichyana
Tipula (Microtipula) lichyana is een tweevleugelige uit de familie langpootmuggen (Tipulidae). De soort komt voor in het Neotropisch gebied.